# Томас, Роналд Стюарт
Ро́налд Стю́арт То́мас, обычно — Р. С. Томас (англ. Ronald Stuart Thomas, 29 марта 1913, Кардифф — 25 сентября 2000, Пентрефелин, Уэльс) — британский поэт, англиканский священник, общественный деятель, писал на валлийском и английском языках. Крупнейший и авторитетнейший британский поэт второй половины XX в.

## Биография
Единственный ребёнок в семье. В 1932 получил стипендию на обучение в Бангорском университете, изучал классическую словесность. В 1936 окончил обучение в англиканском богословском колледже, принял священнический сан. В 1936-1940 служил в Денбишире, затем во Флинтшире, с 1942 по 1954 — в Монтгомеришире.
В 1940 женился на английской художнице Милдред Элдридж, с которой прожил в браке до её кончины в 1991. В тридцатилетнем возрасте открыл для себя валлийский язык, начал его изучать, но стихов на нём не писал, оставив несколько прозаических сочинений (устных выступлений, автобиографических текстов). Стихи также начал писать и публиковать поздно, лишь после тридцати лет.
В 1978 оставил церковную службу, занялся общественной деятельностью и словесностью. Разделял идеи валлийского национализма, но никогда не поддерживал Партию Уэльса. Оставаясь англиканским священником, выступал последовательным и резким противником распространения англиканства в Уэльсе.
Похоронен у врат церкви Св. Иоанна в Портмадоге. На вечере его памяти в Вестминстерском аббатстве выступил Шеймас Хини.

## Произведения
- Валуны вокруг поля/ The Stones of the Field (1946)
- Делянка/ An Acre of Land (1952)
- Священник/ The Minister (1953)
- Песня на повороте года/ Song at the Year’s Turning (1955)
- Стихи для вечери/ Poetry for Supper (1958)
- Tares (1961)
- Хлеб истины/ The Bread of Truth (1963)
- Words and the Poet, устное выступление (1964)
- Pietà (1966)
- Not That He Brought Flowers (1968)
- H’m (1972)
- Кто такой валлиец?/ What is a Welshman? (1974)
- Лаборатории духа/ Laboratories of the Spirit (1975)
- Abercuawg, устное выступление, на валлийском языке (1976)
- The Way of It (1977)
- Frequencies (1978)
- Между здесь и сейчас/ Between Here and Now (1981)
- Вросшие мысли/ Ingrowing Thoughts (1985)
- Никто/ Neb, автобиография, на валлийском языке (1985)
- Experimenting with an Amen (1986)
- Валлийские мотивы/ Welsh Airs (1987)
- Эхо доходит нескоро/ The Echoes Return Slow (1988)
- Контрапункт/ Counterpoint (1990)
- Год в Ллине/ Blwyddyn yn Llŷn, на валлийском языке (1990)
- Если бы я знал язык/ Pe Medrwn Yr Iaith: ac ysgrifau eraill, избранная проза, на валлийском языке (1990)
- Месса для трудных времен/ Mass for Hard Times (1992)
- No Truce with the Furies (1995)
- Autobiographies, автобиографические сочинения в прозе (1997)
- Residues (2002, посмертно)

## Признание

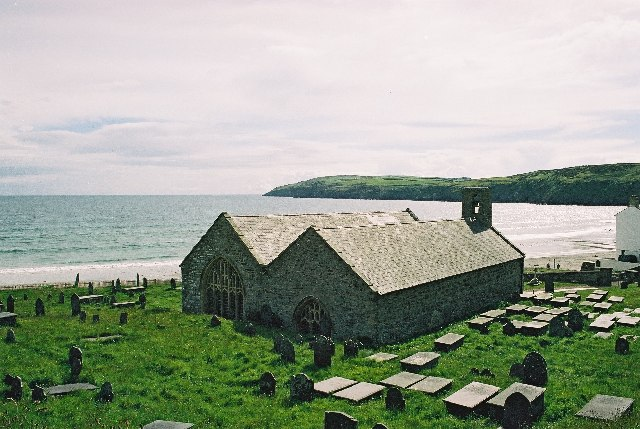
Церковь в Абердароне, Р. С. Томас был здесь приходским священником в 1967—1978

Лауреат поэтической премии Хорста Бинека (1996). В том же 1996 был номинирован на Нобелевскую премию (её получил Шеймас Хини). Поэзия Р. С. Томаса переведена на многие языки, включая японский. Удостоен золотой медали королевы за поэзию.